# Ángel Quintero
Ángel Quintero (Caracas, 23 de noviembre de 1802-Ibidem, 2 de septiembre de 1866) fue un político, abogado y jurista venezolano. Fue ministro de Interior y Justicia de Venezuela.

## Biografía
Era hermano de Domingo Quintero. Estudió Derecho civil en la Universidad de Caracas. Fue amigo personal del general José Antonio Páez, lo acompañó desde la separación de Colombia en 1830. Lo apoyó en el Congreso de Valencia, fue la figura más importante en la lucha a favor del separatismo y en Caracas, una vez creada la República de Venezuela y electo Páez como presidente, sirvió de consejero del general durante su primer gobierno de José Antonio Páez.
Cuando se produjo la Revolución de las Reformas contra José María Vargas en 1835, Quintero se presentó en el Hato San Pablo, en Apure, para informarle a José Antonio Páez sobre lo sucedido en Caracas y lo acompañó en su marcha triunfante hacia la capital para restituir el orden constitucional en el país. En 1840 ejercía en Valencia su profesión de abogado y atendía las labores agrícolas de su fundó “Yuma” en la región. Allí se presentó el general Páez, tras ser elegido por segunda ocasión a la presidencia, para ofrecerle formar parte del nuevo gabinete y Quintero no titubeó en aceptar la oferta del caudillo.
Su influencia en el gobierno provocó que su enemigo político Antonio Leocadio Guzmán fuera destituido de su puesto de oficial auxiliar de Relaciones Exteriores. Esto provocó la fundación del Partido Liberal, principal opositor del partido del gobierno conocido como Partido Conservador.
Las arrebatadas pasiones de Quintero, su carácter violento e impulsividad, le hicieron centro de todo tipo de críticas. Su conducta, junto al descontento generado por las políticas del partido de gobierno, no tardaron en deteriorar su reputación y ganarle enemigos. 
Durante la Insurrección campesina de Venezuela de 1846 el Indio Rangel atacó con sus hombres la hacienda de Yuma, matando al mayordomo de Quintero, hiriendo a algunos de sus habitantes y liberando a sus esclavos. La decisión de José Tadeo Monagas de integrar a Quintero a su gabinete satisface al general José Antonio Páez, pero es una medida que genera rechazo entre la población y promete traer problemas.
Tras las elecciones presidenciales de Venezuela de 1846 que dieron como ganador al general José Tadeo Monagas, Quintero es nombrado ministro secretario de Estado en los despachos de Interior y Justicia. Monagas decide reemplazar a Francisco Aranda y a Clemente Zarraga, quienes habían estado al frente de las aduanas de La Guaira y Ciudad Bolívar, por amigos cercanos. Esta decisión provocó la renuncia de Ángel Quintero, la cual no fue aceptada. La renuncia de Quintero alarmó al gobierno. El 7 de mayo de 1847 Monagas nombró al liberal José Félix Blanco, secretario de Estado en los despachos de Hacienda y Relaciones Exteriores. Este hecho indignó a Quintero.
En junio de 1847 se entera la conmutación de la pena de muerte a Antonio Leocadio Guzmán por la expulsión perpetua del territorio. El decreto de indulto presidencial a los facciosos son tildados de criminales por Quintero, quién finalmente renuncia, siendo remplazado por el liberal Tomás José Sanabria y Meleán. Oponentes de Quintero como Blas Bruzual celebraron su renuncia.
En el contexto de la Guerra Federal el presidente Pedro Gual le encarga de la cartera de Relaciones Interiores en 1861. El 19 de agosto de 1861 hay asambleas en Valencia para solicitar que Quintero asuma la presidencia de la república; el mismo día, en Calabozo, otra reunión proclama a José Antonio Páez. 10 días después el coronel José Echezuría derroca y apresa a Gual en Caracas. Pedro José Rojas. en su periódico propone un gobierno dictatorial bajo la consigna de «Quintero es la guerra, Páez la paz». Quintero y Páez emprenden viaje juntos desde Valencia hacia Caracas, pero Quintero percibe las aspiraciones de Páez, por lo que opta por exiliarse.